# Gustaf Aulén
Gustaf Emanuel Hildebrand Aulén, né le 15 mai 1879 à Ljungby et mort le 16 décembre 1977 est un pasteur luthérien de l'Église de Suède, évêque de Strängnäs de 1933 à 1952 et auteur de Christus Victor, un ouvrage qui a exercé une influence considérable sur la théologie chrétienne contemporaine de la rédemption.

## Biographie
Fils de F.J. Aulén, pasteur luthérien, et de Maria Hildebrand, Gustaf Aulén épouse Kristine Björnstad en 1907. Après des études à l'université d'Uppsala, il devient en 1913 professeur de théologie dogmatique à l'université de Lund, puis évêque de Strängnäs en 1933. 
Son premier ouvrage théologique majeur, 'La foi de l'Église chrétienne, est publié en suédois en 1923. Son œuvre la plus célèbre, Christus Victor suit, en 1930. Il est traduit en anglais dès 1931, et en français en 1949 ; elle lui vaut une reconnaissance internationale, et la plupart des ouvrages qu'il publie par la suite sont rapidement traduits en anglais.
Également compositeur, Gustaf Aulén a beaucoup contribué à l'hymnaire de l'Église de Suède. Il est président de l'Académie royale de musique de Suède de 1944 à 1950. 
Il démissionne de l'épiscopat en 1952, et s'installe à Lund, où il se consacre à ses recherches. Son autobiographie paraît en 1975 ; il meurt deux ans après, à l'âge de quatre-vingt-dix-huit ans.

## Théologie
Avec Anders Nygren et Ragnar Bring, Gustaf Aulén appartient à l'école de théologie de Lund, assez proche de la théologie dialectique (ou néo-orthodoxie) qui se développe principalement dans le monde protestant germanophone après la Première Guerre mondiale. Il est marqué par l'influence de Martin Luther, auquel il fait constamment référence de façon positive, et de Friedrich Schleiermacher, envers lequel il est plus critique.
La plus importante contribution d'Aulén à la théologie concerne la rédemption, et plus précisément la théorie de la l'expiation. Son livre Christus Victor demeure aujourd'hui une des références dans les débats contemporains à ce sujet. Il y identifie trois grandes théories de l'expiation : la vision scolastique, développée par Anselme de Cantorbéry, généralement appelée théorie de la satisfaction, la vision idéaliste d'Abélard, et ce qu'il appelle la vision « classique », à laquelle il préconise de revenir. 
Il la décrit dans ces termes : « Son thème central est l'idée de l'expiation comme un conflit et une victoire divines ; le Christ - Christus Victor combat les puissances maléfiques du monde, les tyrans sous le joug desquels l'humanité souffre, et en triomphe ; en Lui, Dieu réconcilie le monde avec Lui ». Pour Aulén, les autres théories mettent trop l'accent sur le rôle de l'humanité dans l'expiation, la théorie d'Abélard plus particulièrement, et la théorie de la satisfaction en ce qu'elle insiste sur le « service que rend le Christ en tant qu'homme ».